# Endoiasimyia
Endoiasimyia là một chi ruồi trong họ Syrphidae.